# Enric Sanchis i Ros
Enric Sanchis i Ros (Valladolid, 1872 - Barcelona, 24 de setembre de 1935) fou un industrial químic i benefactor del barri del Bon Pastor, quan aquesta zona pertanyia a Santa Coloma de Gramenet, que després fou annexionat a Barcelona. Va ser alcalde de Santa Coloma durant la dictadura de Primo de Rivera, de 1930 a 1931.
Va néixer a Valladolid el 1872. No es tenen dades de la seva formació i vida abans de donar-se d'alta com a fabricant a les matrícules de contribució de Santa Coloma de Gramenet el 1907. Va ser fundador una fàbrica de productes químics a l'actual barri del Bon Pastor, llavors encara part del terme municipal de Santa Coloma de Gramenet, dedicada principalment a la fabricació de sulfurs. Els terrenys els havia comprat a Josep Magriñà i a Ferran de Sagarra, propietari de la Torre Balldovina. A prop de la fàbrica es va construir la barriada de cases barates Milans del Bosch el 1929. El 1930 es va iniciar la construcció de 26 cases per obrers de la fàbrica, que va donar lloc a la denominada barriada Sanchis, on les cròniques de l'època diuen que va actuar com benefactor dels sectors més desfavorits.
Va ser membre de la Unión Patriótica, molt vinculat a les posicions polítiques que donaven suport a la dictadura de Primo de Rivera. Durant aquells anys va entrar a l'Ajuntament de Santa Coloma com a regidor d'hisenda, atès que era un dels majors contribuents de la localitat. A més, el 22 d'octubre de 1930, va ser nomenat alcalde de Santa Coloma, càrrec que va ocupar fins al 21 d'abril de 1931. Així mateix, va ser president del Foment de l'Eixample de Santa Coloma.
En l'àmbit personal es va casar amb Mercè Sans i Vidal i van tenir cinc filles: Ramona, Carme, Rosa, Enriqueta i Maria Lluïsa.
Va morir el 24 de setembre de 1935. En el seu testament ordenava la liquidació d'actius i la venda de la finca de la fàbrica, que va suposar el fi de l'empresa, que amb tot no es va vendre a causa de la col·lectivització durant la guerra civil, i es va orientar a la producció de municions i material explosiu.